# Mawjoudin
Mawjoudin (en árabe: موجودين‎, lit. 'Existimos') o la Iniciativa Mawjoudin para la Igualdad, es una organización no gubernamental que promueve la igualdad en derechos para las minorías sexuales, especialmente LGBTQI+, en Túnez.

## Historia
La organización fue fundada en 2014 por activistas feministas y LGBTQI+ que luchan contra el heterosexismo, la homofobia, la bifobia, la transfobia y el sexismo o cualquier otra forma de discriminación basada en la orientación sexual, la identidad y expresión de género y los caracteres sexuales. La asociación ofrece espacios seguros de apoyo y seguimiento psicológico para las víctimas de esta discriminación. Ofrece lugares de escucha entre los miembros de la comunidad y proporciona información sobre los derechos de las personas LGBTQI+.
En 2018, la asociación señaló unos comentarios homófobos que hizo Amine Gara, presentador de Mosaïque FM y embajador de marca de la empresa francesa de petróleo y gas Total, durante la emisión de su programa Chellet Amine. En respuesta a este mensaje de odio, Total anuló el contrato con el presentador.

## Misión

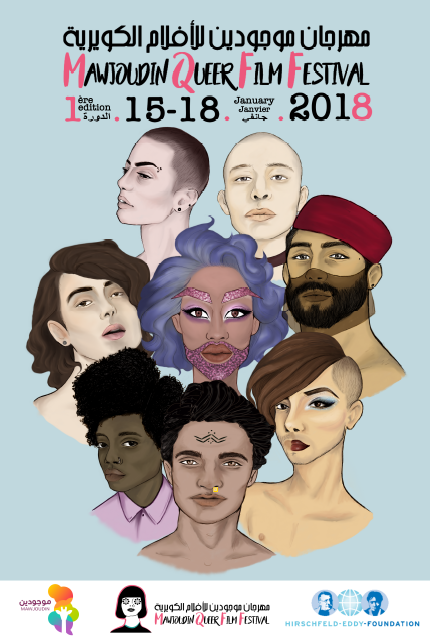
Poster de la Primera Edición del Festival de Cine Queer Mawjoudin.
Descripción: Este es el poster official de la I Edición del Festival de Cine Queer Maujudhin que tuvo lugar en Tunez, Tunicia del 15 al 18 de enero del 2018. Estae festival es un proyecto de la ONG Mawjoudin (Existimos).
Licencia:CC BY-SA 4.0
Fecha:2018
Autor:Mawjoudin (We Exist)
Categorías:Film festivals posters, Mawjoudin Queer Film Festival

### Sensibilización y seguimiento
La asociación Mawjoudin publica regularmente informes sobre los derechos de las personas LGBTQI+ para promover los derechos humanos, en particular los derechos sexuales y corporales. Sus miembros ofrecen charlas de sensibilización en espacios universitarios y talleres para reforzar la red de apoyo dentro de la comunidad LGTBQI+.
La asociación cuenta con una red de profesionales de la salud (psicoterapeutas, psicólogos y médicos) y del derecho (juristas y abogados), y se ocupa de intervenir en los casos de detenciones arbitrarias y abusos policiales, incluso torturas, relacionadas únicamente con la identidad de género o la orientación sexual.

### Festival de cine queer
Todos los años desde 2018, la asociación organiza el Festival de Cine Queer Mawjoudin, el primer festival de este tipo en el país y en el norte de África, organizado en el centro de la ciudad de Túnez.

## Socios
La asociación cuenta entre sus socios internacionales con instituciones que trabajan fuera del tema de las comunidades tunecinas LGBTI+. Forma parte de la Coalición Tunecina por los Derechos de las Personas LGBTQI+ junto con otras asociaciones como Chouf (organizadora del festival feminista Chouftouhonna) y Damj.